# Dicranella leptoneura
Dicranella leptoneura är en bladmossart som beskrevs av Hugh Neville Dixon 1937. Dicranella leptoneura ingår i släktet jordmossor, och familjen Dicranaceae. Inga underarter finns listade i Catalogue of Life.